# Żyła łącząca przednia
Żyła łącząca przednia (łac. vena communicans anterior) – w anatomii człowieka krótka, poprzecznie przebiegająca żyła kresomózgowia. Łączy obie żyły przednie mózgu, tym samym wytwarzając zespolenie pomiędzy prawą i lewą półkulą i wchodząc w skład koła żylnego mózgu. Położona jest z przodu od skrzyżowania wzrokowego.